# Danny Richar
Danny Adam Richar (nacido el 9 de junio de 1983 en La Romana) es un infielder dominicano que actualmente es un agente libre.
Richar fue originalmente firmado como amateur por los Diamondbacks de Arizona el 9 de julio de 2001. Jugó en el nivel A para Lancaster JetHawks en 2003 (primera temporada como profesional) hasta 2005, incluyendo 26 juegos para en Doble-A para El Paso Diablos en 2004. Tuvo su temporada de más jonrones como un jugador de ligas menores con 20 en 2005.
El 16 de junio de 2007, fue canjeado a los Medias Blancas de Chicago por el prospecto jardinero Aaron Cunningham. Bateó para .346 con cinco jonrones en 32 juegos para el equipo de Triple-A de los Medias Blancas, los Charlotte Knights, antes de ser llamado por el club de Grandes Ligas el 28 de julio de 2007, después de que el segunda base Tadahito Iguchi fuera cambiado a los Filis de Filadelfia.
El 31 de julio de 2008, Richar junto con el lanzador Nick Masset fueron canjeados por el jardinero central Ken Griffey Jr. de los Rojos de Cincinnati.
El 4 de noviembre de 2009, Richar se declaró agente libre. Firmó un contrato de ligas menores con los Marlins de Florida el 21 de diciembre, y pasó la temporada 2010 con su afilialdos de  Triple A, New Orleans Zephyrs, donde bateó para .315 en 128 juegos.